# IK Sirius
Maillots
Actualités
Dernière mise à jour : 6 janvier 2025.
Le IK Sirius est un club suédois de football basé à Uppsala en Suède.
Le club évolue en première division suédoise depuis 2017.

## Histoire
L'IK Sirius est fondé en 1907 à Arkens Gärde.
Le club joue pour la première fois en Division 1 Norra en 1993 et se maintient à l'issue de la saison en terminant 11e du classement. Après être resté quatre ans en deuxième division, le club est relégué en Division 2 Östra Svealand. L'IK Sirius fera régulièrement l'aller-retour entre le deuxième et le troisième échelon suédois.
En 2014, le club atteint les demi-finales de la coupe de suède, soit le meilleur résultat de son histoire.
L'IK Sirius accède à l'Allsvenskan pour la première fois de son histoire, deux ans plus tard, après avoir terminé champion du Superettan en 2016. Il débute ainsi en première division lors de la saison 2017.

## Palmarès
- Championnat de Suède de deuxième division :
  - Champion : 2016.

- Championnat de Suède de troisième division :
  - 1er de Groupe : 1997 (Östra Svealand) et 2013 (Norra).

## Stade
L'IK Sirius évolue au Studenternas IP, un stade multisport inauguré en 1909. Il a été largement rénové entre 2017 et 2020 et possède aujourd'hui une capacité de 10,522 places en configuration estival et 4,700 en configuration hivernal.
Le record d'affluence a été établie le 31 juillet 2023, avec un total de 10,054 spectateurs lors de la rencontre contre l'AIK Stockholm. (défaite 0-1)

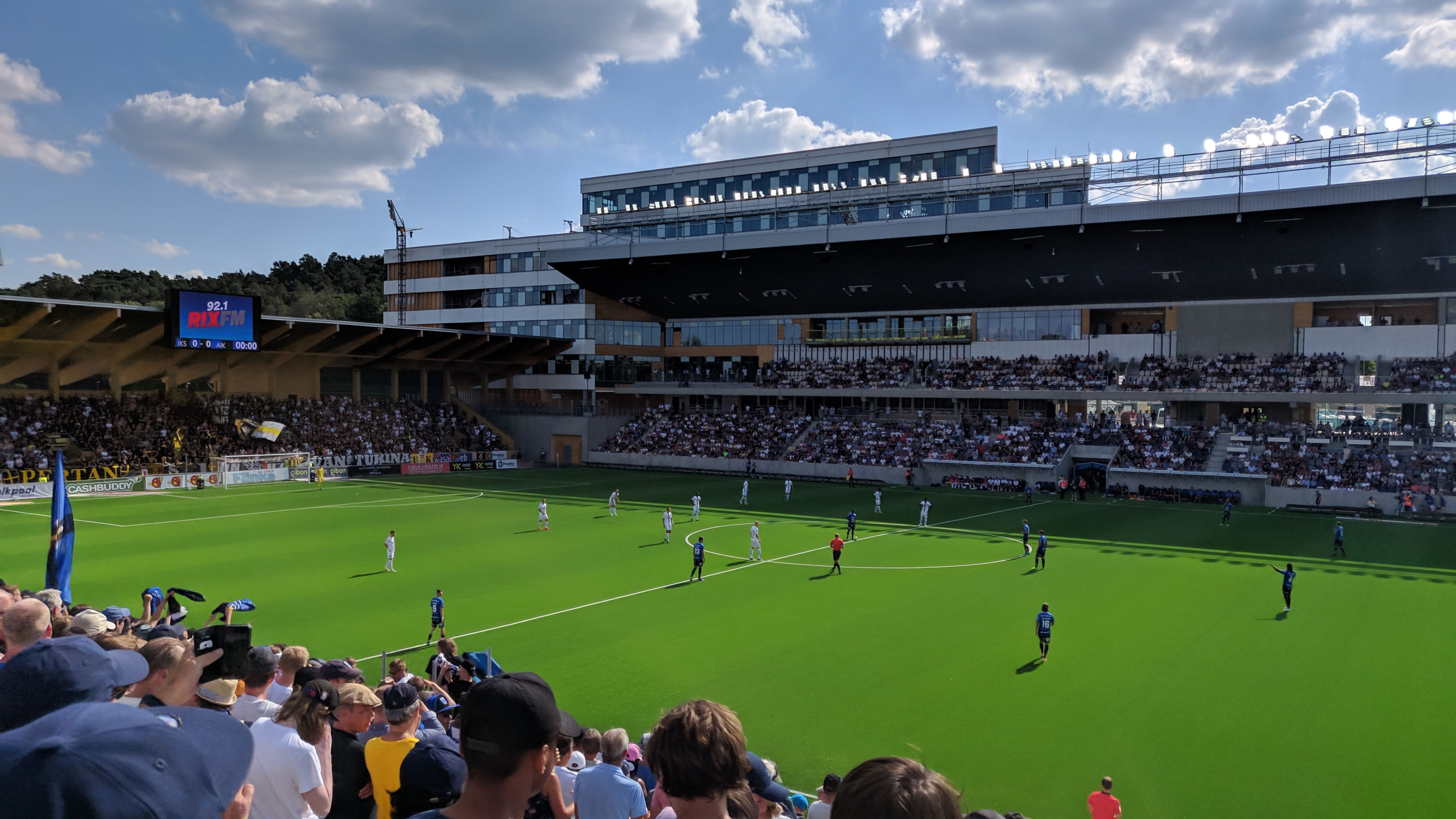
Le stade lors d'un match de l'IK Sirius en 2019